# Pottuvil Division
Pottuvil Division är en division i Sri Lanka.   Den ligger i provinsen Östprovinsen, i den sydöstra delen av landet, 210 km öster om huvudstaden Colombo.